# Metrový koláč
Il metrový koláč (/'metrɔʋiː 'kolaːtʂ/, in italiano: torta di un metro), i metrové rezy o řezy (/'metrɔʋeː 'rezi o 'mɛtrovɛː 'r̝ɛzɪ/, in italiano: fette di un metro), la metrová roláda (/'metrɔʋaː 'rɔlaːda, in italiano: rotolo da un metro), colloquiale il metrák o il tunelový koláč (in Slovacchia e nel Repubblica Ceca), il metrowiec (in Polonia), o il méteres kalács (in Ungheria) è un múčnik bicolore simile ad un rotolo dal pan di Spagna originale e nero con cacao e crema di burro o budino, che vengono ricoperti con glassa di cioccolato. Si cuoce in uno stampo a forma di dorso di cervo e servito a fette.
Il nome della torta è spesso una iperbole che deriva dalla sua lunghezza, che di solito è inferiore a un metro, ma la colloca tra le torte da forno più lunghe. Il metrový koláč viene tradizionalmente servita come dessert durante il Natale o la Pasqua.